# Lake Corangamite
Der Lake Corangamite ist der größte natürliche See im Bundesstaat Victoria, der in der Nähe von Colac in der Region Lakes and Craters im Südwesten Victorias liegt. Der See entstand, weil Lavaflüsse ein niedrig gelegenes Gebiet absperrten, durch das Flüsse querten.
Der endorheische Salzsee hat den vierfachen Salzgehalt des Meeres und ist von der Austrocknung bedroht.
Bei den Aborigines der Colijon wird der See Korjaiyn genannt und bedeutet bitter oder salzig. Sie benutzten dieses Wort auch für den Alkohol, den die Europäer mitbrachten.

## Lage
Der Lake Corangamite ist ein Salzsee, dessen Salzgehalt sich während der Trockenperioden der letzten Jahre dramatisch entwickelte. Er ist Australiens größter permanenter Salzsee, der eine Fläche von 234 km² umfasst und 150 km lang ist. Der See ist ein Teil der Feuchtgebiete der Western District Lakes, die durch die Ramsar-Konvention geschützt sind.
Der See ist im Süden und Osten durch vulkanische Lavaflüsse der geologischen Newer Volcanics Province aus dem Mount Porndon im Südwesten und Mount Warrion im Osten entstanden. Die ausgetretene und erstarrte Lava wird lokal wegen ihrer besonderen Form Stony Rises genannt, die als natürliche Wassersperren wirken.
Die höchsten Erhebungen in der Region von Corangamite befinden sich im nördlich gelegenen Central Highlands oder Midlands mit den Vulkankratern Mount Buninyong (745 m), Mount Warrenheip (741 m) und Tipperary Hill (743 m). Dieses Gebiet bildet die südlichen Hänge der Great Dividing Range, die eine Wasserscheide zwischen der South East Coast Division und der Murray Darling Division der Australian Drainage Divisions bilden. Die Otway Ranges im Süden erheben sich mit dem Mount Cowley auf 686 m.
Die Maare des Red-Rock-Maarkomplex erheben sich am südwestlichen Küste und erstarrter Basalt verhindert den Abfluss des Salzsees im Osten.
Typisch für die Seen in diesem Gebiet ist die östlich gelegene Flanke des Sees, die bogenförmig durch vom Wind transportierte Sedimente während der trockenen Perioden geformt wurde.
Im Westen des Lake Corangamite liegt der Lake Colongulac, im Norden der Lake Gnarpurt, im Osten der Lake Beeac, Lake Murdeduke und Lake Modewarre und im Südosten der Lake Colac.

## Geologie
Die ältesten Gesteine in der Region Corangamite sind die Sedimente und Sedimentgesteine und die gering metamorph umgeprägten Gesteine der Central Highlands aus dem Ordovizium (vor 400 bis 500 Millionen Jahren entstanden) und die Gesteine in der Otway Ranges aus der Kreide (vor 5 bis 136 Millionen Jahren entstanden). Die zentrale Basaltebene entstand im Quartär und war Resultat der vulkanischen Region, die sich nahe bei Camperdown zentrierte. Dort dortigen Vulkane waren bis vor 7.000 aktiv, dies wird auch in mündlichen Überlieferungen der lokalen Aborigines weitergegeben. Ältere oberflächennahe Ablagerungen von der Kreide bis zum Tertiär befinden sich auf den östlichen, nördlichen und westlichen Hängen der Otway Ranges und auf der Bellarine Peninsula. Diese geologische Diversität ist ein verantwortlicher Faktor der unterschiedlichen Landschaften in dieser Region.

## Hydrologie
Die Wassereinträge in den See sind extrem variabel und in den trockenen Jahren unbedeutend. Heutzutage ist es ein endorheischer See. Er hat keinen Abfluss, aber während der regenreichen Zeiten in den 1950er Jahren wurde der See geflutet und mit einer Reihe von Feuchtgebieten und Seen bis zum Lake Murdeduke und Barwon River verbunden. Er ist seit der europäischen Besiedlung nie trocken gefallen, und es gibt Beweise dafür, dass es vor den Regenfällen in den 1840er Jahren ein offener See für Jahrhunderte war, der überlief, wie dies auch in den 1950er Jahren der Fall war.
Der wichtigste Wassereintrag erfolgt durch den Pirron Yaloak Creek, der im Süden von der Otway-Ebene einfließt, der Woady Yaloak River fließt von den Flanken der victorianischen Midlands im Norden und der Salt Creek von der Ebene im Nordwesten zu. Der Pirron Yaloak transportiert Nährstoffe, den die Milchwirtschaft produziert, in das Wassereinzugsgebiet und in den See.
Als Reaktion auf die Überflutungen des Sees in den 1950er Jahren wurde der Woady Yalloak River in den Barwon River umgeleitet. Diese Umleitung wurde auf Basis von Wasserständen beschlossen, die in den vergangenen Jahren nicht eintraten. Die Wasserstände des Sees sind laufend gefallen, und es ist möglich, dass er ganz trockenfällt. 1980 erreichte der Salzgehalt des Sees ungefähr das Niveau des Salzgehalts im Meerwasser und hat sich in der Zwischenzeit um das Vierfache erhöht.

## Fauna

### Fische
In dem See befinden sich Fische wie der australische Kurzflassenaal (Anguilla australis),  die Spitzkopfgrundel (Butis butis) und je eine Art der Galaxien (Galaxias maculatus) und der Altweltliche Ährenfische (Atherinosoma microstoma). Diese dürften noch in Gebieten des Pirron Yaloak Creek und in der Nähe verschiedenen Frischwasser-Quellen leben, die an der Südwest-Seite des Sees einfließen. Die Quellen auf der Südostseite sind versiegt, möglicherweise wegen der intensiven Nutzung durch das Warrion-Bewässerungssystem. Neuerdings kommen auch Salzkrebschen und eine Assel-Art im See vor.

### Vögel
In der Vergangenheit hielt sich eine international bedeutende Anzahl von Cladorhynchus leucocephalus am See auf. Der See war früher eine wichtige Brutstätte von Wasservögeln. Die meisten der Brillenpelikan-Kolonien befanden sich an den Wool Wool Rocks und auf Vaughan Island. Als die Wasserstände fielen, wurden sie zur Beute von Füchsen, die die Kolonien erreichten, die daraufhin verwaisten. Nach substanziellen Zusicherungen der Regierung wurden Sicherungsarbeiten unternommen und die Eigentümer des Vaugn Island stellten das Vogel-Habitat mit Felsen und Resten der Vegetation wieder her. Der See bildet einen Teil des Lake Corangamite Complexes der Important Bird Area, die die BirdLife International anerkannt hat, weil dort zeitweise eine große Zahl von Wasservögeln rastet.

## Flugzeugabsturz
Ein abgestürztes Schulungsflugzeug der RAAF, ein Wirraway, wurde im frühen Juni 2005 im Lake Corangamite bei Niedrigwasser entdeckt. Der Denkmalschutz von Victoria ist für alle abgestürzten Flugzeugen zuständig, die über 50 Jahre alt sind und die RAAF hat zugesichert, das Flugzeug zu sichern. Entdeckt wurde das Flugzeug vermutlich mit der Seriennummer No. A20-405 etwa 400 Meter vom Strand entfernt. Von diesem Flugzeugtyp wurden von 1939 bis 1946 755 Exemplare hergestellt, die vor allem als Trainingsflugzeuge eingesetzt wurden. Dieser Flugzeugtyp war das erste in Serie produzierte Flugzeug Australiens. Von diesem Flugzeugtyp existieren lediglich noch acht restaurierte Exemplare.